# Liste der Kellergassen in Palterndorf-Dobermannsdorf
Die Liste der Kellergassen in Palterndorf-Dobermannsdorf führt die Kellergassen in der niederösterreichischen Gemeinde Palterndorf-Dobermannsdorf an.
| Foto |                 | Kellergasse                                  | Standort                    | Beschreibung |
| ---- | --------------- | -------------------------------------------- | --------------------------- | --- |
| BW   | Datei hochladen | „Hausbrunner Straße“                         | KG: Dobermannsdorf Standort | Die Kellergasse ist ein beidseitiges Kellergassensystem in Grabenlage. Sie besteht aus 73 Gebäuden und hat eine Länge von 1100 Metern. Die älteste Datierung geht auf das Jahr 1908 zurück. |
| BW   | Datei hochladen | Kellergasse/Schillingried                    | KG: Dobermannsdorf Standort | Die Kellergasse ist ein beidseitiges Kellergassensystem in Hanglage. Sie besteht aus 77 Gebäuden und hat eine Länge von 700 Metern. Die älteste Datierung geht auf das Jahr 1874 zurück.    |
| BW   | Datei hochladen | Kellergasse                                  | KG: Palterndorf Standort    | Die Kellergasse ist ein einseitiges Kellergassensystem in Hanglage. Sie besteht aus 38 Gebäuden und hat eine Länge von 500 Metern.                                                          |
| BW   | Datei hochladen | Friedhofgasse/Teichgasse/Turmweg/Gartengasse | KG: Palterndorf Standort    | Die Kellergasse ist ein einseitiges Kellergassensystem in Muldenlage. Sie besteht aus 76 Gebäuden und hat eine Länge von 1000 Metern.                                                       |

| Foto:                    | Fotografie der Kellergasse (Gesamtheit). Klicken des Fotos erzeugt eine vergrößerte Ansicht. Daneben finden sich zwei Symbole: \| Weitere Bilder vorhanden \| Das Symbol bedeutet, dass weitere Fotos des Objekts verfügbar sind. Durch Klicken des Symbols werden sie angezeigt. \| \| Eigenes Foto hochladen \| Durch Klicken des Symbols können weitere Fotos des Objekts in das Medienarchiv Wikimedia Commons hochgeladen werden. \| |
| Name:                    | Bezeichnung der Kellergasse |
| Standort:                | Es ist die Katastralgemeinde (KG) angegeben. Durch Aufruf des Links Standort wird die Lage der Kellergasse in verschiedenen Kartenprojekten angezeigt. |
| Beschreibung             | Kurze Beschreibung der Kellergasse |
| Weitere Bilder vorhanden | Das Symbol bedeutet, dass weitere Fotos des Objekts verfügbar sind. Durch Klicken des Symbols werden sie angezeigt. |
| Eigenes Foto hochladen   | Durch Klicken des Symbols können weitere Fotos des Objekts in das Medienarchiv Wikimedia Commons hochgeladen werden. |